# Enrico Sertoli
Enrico Sertoli était un physiologiste et histologiste italien, né le 6 juin 1842 à Sondrio (Valteline) et décédé le 28 janvier 1910 à Sondrio.
Il a donné son nom aux cellules de Sertoli et à la tumeur des cellules de Sertoli.